# Xylopteryx interposita
Xylopteryx interposita là một loài bướm đêm trong họ Geometridae.